# UFC Fight Night: Machačev vs. Green
 UFC Fight Night: Machačev vs. Green (conosciuto anche come UFC Fight Night 202, oppure UFC on ESPN+ 60, o anche UFC Vegas 49)  è stato un evento di arti marziali miste tenuto dalla Ultimate Fighting Championship il 26 febbraio 2022 all’UFC APEX di Las Vegas, negli Stati Uniti.

## Risultati
|                  | Divisione             |                    |                 |                   | Metodo                                      | Round           | Tempo           | Premio          |
| Card Principale  | Card Principale       | Card Principale    | Card Principale | Card Principale   | Card Principale                             | Card Principale | Card Principale | Card Principale |
| ---------------- | --------------------- | ------------------ | --------------- | ----------------- | ------------------------------------------- | --------------- | --------------- | --------------- |
|                  | Catchweight (160 lbs) | Islam Machačev     | batte           | Bobby Green       | KO tecnico (pugni)                          | 1               | 3:23            |                 |
|                  | Pesi medi             | Wellington Turman  | batte           | Misha Cirkunov    | Sottomissione (armbar)                      | 2               | 1:29            | POTN            |
|                  | Pesi mosca femminili  | Priscila Cachoeira | batte           | Ji Yeon Kim       | Decisione unanime (29–28, 29–28, 29–28)     | 3               | 5:00            | FOTN            |
|                  | Pesi leggeri          | Arman Tsarukyan    | batte           | Joel Álvarez      | KO tecnico (pugni)                          | 2               | 1:57            | POTN            |
|                  | Pesi medi             | Armen Petrosyan    | batte           | Gregory Rodrigues | Decisione non unanime (29–28, 28–29, 30–27) | 3               | 5:00            |                 |
| Card Preliminare |                       |                    |                 |                   |                                             |                 |                 |                 |
|                  | Catchweight (160 lbs) | Ignacio Bahamondes | batte           | Rong Zhu          | Sottomissione (brabo choke)                 | 3               | 1:40            |                 |
|                  | Pesi piuma femminili  | Josiane Nunes      | batte           | Ramona Pascual    | Decisione unanime (30–27, 30–27, 30–26)     | 3               | 5:00            |                 |
|                  | Pesi leggeri          | Terrance McKinney  | batte           | Farès Ziam        | Sottomissione (rear-naked choke)            | 1               | 2:11            |                 |
|                  | Pesi piuma            | Jonathan Martinez  | batte           | Alejandro Pérez   | Decisione unanime (29–28, 29–28, 30–27)     | 3               | 5:00            |                 |
|                  | Pesi welter           | Ramiz Brahimaj     | batte           | Micheal Gillmore  | Sottomissione (rear-naked choke)            | 1               | 2:02            |                 |
|                  | Pesi mosca            | Carlos Hernández   | batte           | Victor Altamirano | Decisione non unanime (28–29, 30–27, 29–28) | 3               | 5:00            |                 |

## Premi
I lottatori premiati ricevettero un bonus di 50.000 dollari.
Legenda:
- FOTN: Fight of the Night (vengono premiati entrambi gli atleti per il miglior incontro dell'evento)
- POTN: Performance of the Night (viene premiato il vincitore per la migliore performance dell'evento)